# Ture Sventon privatdetektiv
Ture Sventon privatdetektiv, även T. Sventon praktiserande privatdetektiv, var SVT:s julkalender 1989. Den handlar om privatdetektiven Ture Sventon, hans ovärderliga sekreterare fröken Jansson, gode vännen herr Omar samt skurken Ville Vessla.
Samma år sände SVT även den alternativa julkalendern Julexpressen som var teckenspråkstolkad och med svenskt tal.

## Rollista
- Helge Skoog – Ture Sventon
- Nils Moritz – Herr Omar
- Lena Nyman – Fröken Jansson
- Johan Ulveson – Ville Vessla
- Jan Blomberg – berättaren (röst)
- Inga Gill – Fredrika Fredriksson
- Lena Söderblom – Sigrid Fredriksson
- Niklas Agaton – Jan Hjortron
- Malin Toverud – Kristina Hjortron
- Pierre Lindstedt – Oxen
- Carl-Gustaf Lindstedt – stadsbud
- Anders Ahlbom – ingenjör Hjalmar Hjortron
- Ann Petrén – fru Hjortron
- Gustav Kling – Mohamed
- Michael Segerström – degblandaren
- Tomas Bolme – Lord Hubbard
- Anna Miranda Sigander – Elisabet Eriksson
- Mårten Toverud – Henrik Eriksson Jr.
- Marian Gräns – kokerskan Joan
- Basia Frydman – hushållerskan Betty
- Thomas Roos – juvelerare Henrik Eriksson
- Ulla Skoog – fru Sonja Eriksson
- Siv Ericks – faster Agda
- Björn Gedda – slarvige Svante

Helge Skoog, Nils Moritz, Lena Nyman, Johan Ulveson och Jan Blomberg upprepade sina roller i långfilmen T. Sventon och fallet Isabella från 1991, som var baserad på Åke Holmbergs bok Ture Sventon och Isabella från 1955.

## Papperskalender

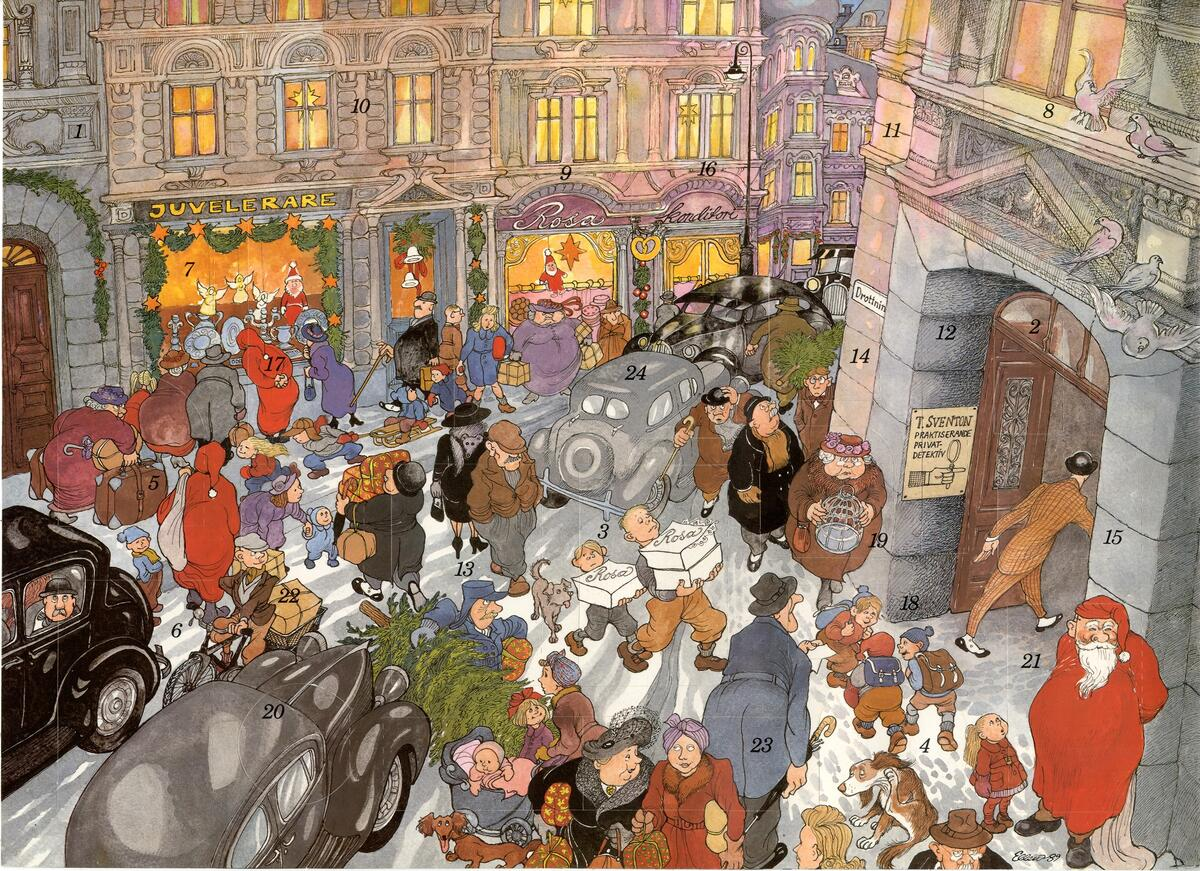
Papperskalendern

Kalendern visar julruschen i stadsmiljö, medan Ture Sventon själv rusar in på sin detektivbyrå. Bilderna bakom luckorna bestod enbart av Sven Hemmels illustrationer från Ture Sventon-böckerna, vilket inte alltid överensstämde exakt med handlingen i TV-serien.

## Stoff från Åke Holmbergs böcker
I TV-serien fanns episoder från fyra av Åke Holmbergs böcker, nämligen:
- Ture Sventon, privatdetektiv (Avsnitt 1-6). Sventons första fall där han löser mystiska händelser i den lilla köpingen Lingonboda. Detta gjorde att den helt okände Sventon plötsligt blev rikskändis.
- Ture Sventon i öknen (Avsnitt 7-14). Sventon jagar det stulna kylskåpet Nordpolen i arabiska öknen, samt herr Omars stulna kamel.
- Ture Sventon i London (Avsnitt 15-18). Denna gång omintetgör Sventon och herr Omar Ville Vesslas försök att stjäla den dyrbara angorakatten Fröken Polly.
- Ture Sventon i Stockholm (Avsnitt 19-24). Julkalenderns sista vecka handlade om när Sventon löste mysteriet kring "lilla hemknippans" försvinnande och kunde avslöja Stora nysilverligan.

## Avsnitt
1. Ett fall för Ture Sventon
2. En tur till Humlegården
3. Den tomma temmelburken
4. Den levande skogen
5. Gossen i sjömanskostymen
6. Farlig flygtur
7. Den olycklige kylskåpsingensjören
8. Korvkaka med lingonsylt
9. Ständigt denna vessla
10. Juvel, smaragd, rubin
11. Två hjortron spionerar
12. Degblandaren är inblandad
13. En jättedröm vid middagstid
14. En katt i pastejen
15. En främmande karl i badrummet
16. Vem är fröken Polly?
17. Kom och hälsa på sekreterare Smith
18. Upp med händerna!
19. Fotavtryck i hallen
20. Mannen med fullmåneansiktet
21. Hemmets egen tomte
22. Nu så!
23. Den undre världen
24. Rubiner och äppelmos[3]

## Repris
Serien repriserades i SVT 1 under perioden 15 november 1997-31 januari 1998.

## Video
Serien utgavs även på VHS 1992, och på DVD år 2000, då med titeln T. Sventon praktiserande privatdetektiv.

### Fotnoter
1. ↑  ”Jultradition”. Arkiverad från originalet den 25 april 2012. https://web.archive.org/web/20120425112719/http://www.jultradition.se/tv.htm. Läst 2 april 2011.
2. ↑  ”Julkalendrar”. Arkiverad från originalet den 27 oktober 2014. https://web.archive.org/web/20141027033608/http://helgo.net/emma/julkalendrar.php?y=1989&t=tv. Läst 2 april 2011.
3. ↑  ”Svensk mediedatabas (SMDB)”. smdb.kb.se. https://smdb.kb.se/catalog/search?q=%22Ture+Sventon+privatdetektiv%22+1989&sort=OLDEST. Läst 14 september 2022.
4. 1 2  ”Svensk mediedatabas”. http://smdb.kb.se/catalog/search?q=Ture+Sventon%2C+privatdetektiv+typ%3Afilm-video&sort=OLDEST. Läst 6 april 2011.